# Даркович, Александр Васильевич
Александр Васильевич Даркович (род. 7 ноября 1961, Давид-Городок, Брестская область) — советский, российский офицер морской пехоты, полковник; Герой России (1995).

## Биография
Родился в 7 ноября 1961 года в городе Давид-Городке Столинского района Брестской области. В 1978 г. окончил школу № 1 в Бресте; в 1982 году — Ленинградское высшее общевойсковое командное училище имени С.М. Кирова. Служил в частях морской пехоты Балтийского флота, командовал взводом, ротой, с 1989 года — батальоном в 336-й отдельной гвардейской бригаде морской пехоты.
В должности командира сводного десантно-штурмового батальона морской пехоты Балтийского флота в январе-марте 1995 года участвовал в боях в Грозном. В ожесточённых боях батальон овладел кварталом города Грозного, примыкающего к президентскому дворцу, самим дворцом и способствовал уничтожению главной группировки боевиков. В дальнейшем форсировал реку Сунжа и разгромил подразделения противника в районе площади Минутка, обеспечил ввод в бой главных сил группировки. Батальон подполковника Дарковича понёс минимальные потери среди частей Федеральных войск, в то же время нанеся значительный урон дудаевским формированиям.
За мужество и героизм, проявленные при выполнении специального задания, Указом Президента Российской Федерации от 20 марта 1995 года гвардии подполковнику Дарковичу Александру Васильевичу присвоено звание Героя Российской Федерации.
В 1998 г. окончил Военную академию имени М. В. Фрунзе, затем служил офицером в ГУБП ВС РФ. В 1999—2002 гг. — командир 336-й отдельной гвардейской бригады морской пехоты Балтийского флота (Балтийск).
В 2002 году уволен в запас в звании полковника.

### После увольнения в запас
С 2002 по 2004 год работал в Калининградской области директором завода по производству концентратов и премиксов.
С 2004 по 2006 год работал в должности исполнительного директора одного из крупнейшего инвестиционного проекта по строительству производственного комплекса глубокой переработки масличных культур в России в Калининградской области.
С 2006 по 2022 годы работа на руководящих должностях компаний в сфере IT-технологий.
С 2022 по н.в. — Генеральный директор Общероссийской общественно-государственной организации «Ассамблея народов России».

### Семья
Женат, имеет сына.

## Награды
- медаль «Золотая Звезда» Героя России (20.03.1995; № 133)
- Орден Дружбы (08.08.2022)[2]